# Podchybie (Wadowice)
Pour les articles homonymes, voir Podchybie.
Podchybie est une localité polonaise de la gmina de Lanckorona, située dans le powiat de Wadowice en voïvodie de Petite-Pologne.